# Памятник Благодарности Солдатам Красной Армии
Памятник Благодарности Воинам Красной Армии (пол. Pomnik Wdzięczności Żołnierzom Armii Radzieckiej), также памятник Благодарности Советской Армии (пол. pomnik Wdzięczności Armii Radzieckiej), памятник Благодарности (пол. pomnik Wdzięczności)
, памятник Павшим Красноармейцам (пол. pomnik Poległych Żołnierzy Armii Czerwonej) — уничтоженный памятник, который до 2018 года располагался в Скарышевском парке в Варшаве.

## Описание
Памятник Благодарности Солдатам Красной Армии был открыт 15 сентября 1946. Монумент, спроектированный А. Ненко (согласно другому источнику — майором Антониенко), был сделан из песчаника Станиславом Сикора, Стефаном Мамотом и Юзефом Тренаровским. На выдвинутом постаменте с приподнятой центральной частью была установлена стела с барельефом советского солдата, под которым были сложены знамёна.
Изначально памятник находился в парке над могилой двадцати шести советских солдат, убитых между 10 и 15 сентября 1944 г. во время ожесточённых боёв на площади Вашингтона и улицы Гроховской. Во время реконструкции кольцевой развязки в 1968 году тела солдат были эксгумированы и перенесены на кладбище-мавзолей советских воинов в Варшаве, а сам памятник был перенесён вглубь главной аллеи Скарышевского парка. Рядом с первоначальным расположением памятника в настоящее время находится бюст Игнация Яна Падеревского.
После 1989 года памятник многократно подвергался вандализму, а радикалы требовали его безоговорочного демонтажа.
На основании закона о запрете пропаганды коммунизма от 1 апреля 2016 г., польские власти приняли решение демонтировать памятник. Идея перенести монумент к мавзолею Советских Солдат реализована не была. Несмотря на протесты Российской стороны, памятник был уничтожен Польскими городскими властями в октябре 2018 года. Десять кусков каменных плит были сохранены для «Музея холодной войны» в Подборско.

## Надписи
На монументе находились таблички с надписями на польском и русском языках.
Содержание надписи на польском языке:
WIECZNA CHWAŁA

BOHATEROM

ARMII CZERWONEJ

POLEGŁYM W WALKACH

O WYZWOLENIE

STOLICY POLSKI

WARSZAWY
Содержание надписи на русском языке:
ВЕЧНАЯ СЛАВА

ГЕРОЯМ

КРАСНОЙ АРМИИ

ПАВШИМ В БОЯХ

ЗА ОСВОБОЖДЕНИЕ

СТОЛИЦЫ ПОЛЬШИ

г. ВАРШАВЫ
Сзади памятника было написано стихотворение польского поэта Тадеуша Кубяка от 1946 года:
ZIEMIO, Z KTÓREJ NIE WRÓCĘ,

ZIEMIO, NA KTÓREJ POLEGŁEM,

WITAJ I ŻEGNAJ MIASTO,

TO ZA KAMIEŃ Z TWYCH BRUKÓW, ZA CEGŁĘ

ZA TO BY WIŚLE WOŁGA,

A WISŁA WOŁDZE ODDAŁA

OSTATNIĄ KROPLĘ SWEJ WODY

JAK JA TOBIE KREW MEGO CIAŁA.

/Tadeusz Kubiak 1946/